# Miloš Stojković
Miloš Stojković (ur. 17 maja 1987 w Požarevacu) – serbski siatkarz, grający na pozycji przyjmującego. W sezonie 2013/2014 był zawodnikiem BBTS-u Bielsko-Biała.

## Sukcesy klubowe
Puchar CEV:
- 2006

Liga włoska:
- 2006

Superpuchar Włoch:
- 2006

Liga Środkowoeuropejska – MEVZA:
- 2010
- 2008

Puchar Austrii:
- 2008, 2010

Liga austriacka:
- 2008, 2010